# Erich Schatzki
Erich Schatzki (* 23. Januar 1898 in Klafeld; † 28. August 1991 in Palo Alto) war ein deutscher Flugzeugkonstrukteur, der unter anderem bei Junkers, Lufthansa und Fokker arbeitete.

## Leben
Erich Schatzki war einer von fünf Söhnen des Diplom-Ingenieurs Ferdinand Schatzki (1857–1910), der als Oberingenieur bei der Siegener Verzinkerei AG in Klafeld-Geisweid tätig war, und dessen Frau Beate (geb. Stern) aus Schmallenberg. Seine Brüder waren der Textilfabrikant Herbert Schatzki, der Buchhändler und Antiquar Walter Schatzki, der Röntgenologe Richard Schatzki (1901–1992) und der Arzt Paul Schatzki. Später zog die Familie in den Nachbarort Weidenau. Erich Schatzki besuchte das Siegener Gymnasium und absolvierte ein Ingenieurstudium.
Aus seiner ersten Ehe mit der 1969 verstorbenen Bertha Schatzki ging ein Sohn und eine Tochter hervor. Die Familie wohnte bis 1934 am Hohenzollerndamm 142 in Berlin-Wilmersdorf. Später heiratete Erich Schatzki noch zweimal, zuletzt die Künstlerin Hedda Oppenheim.

### Deutsche Luftfahrtindustrie

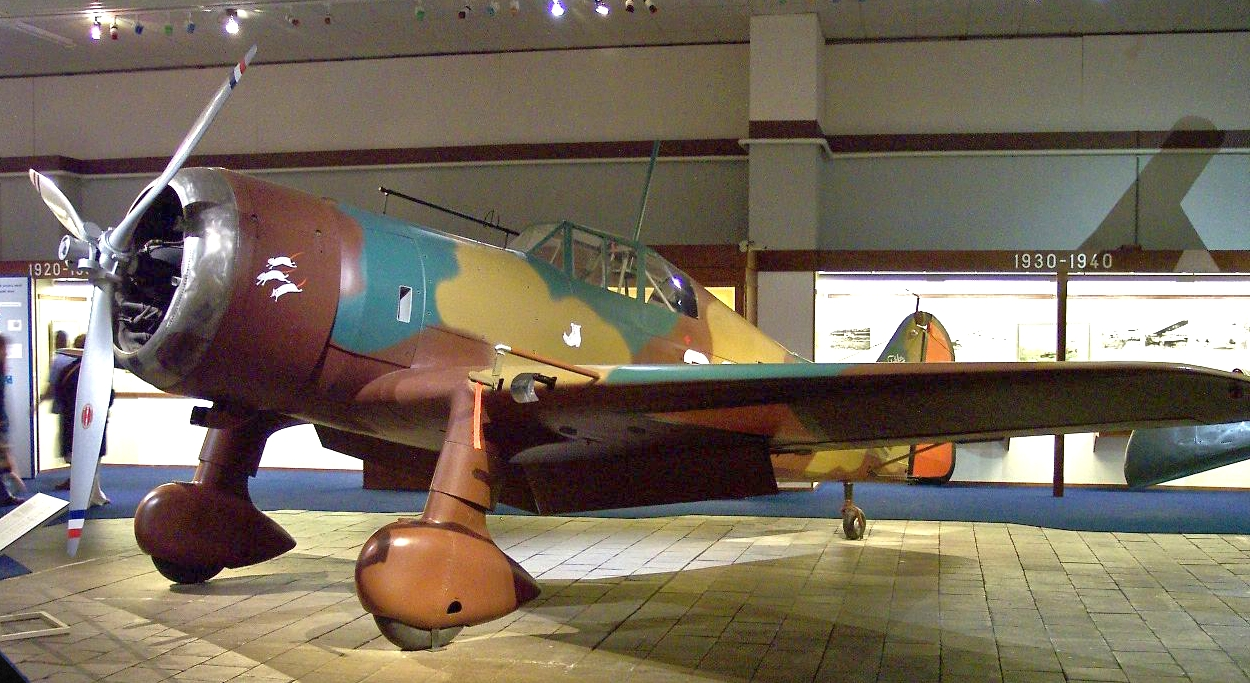
Fokker D.XXI im Museum Soesterberg

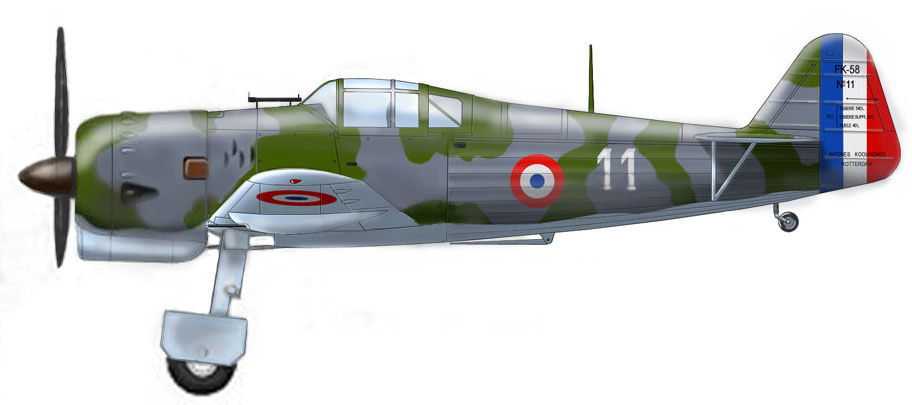
Koolhoven Fk.58

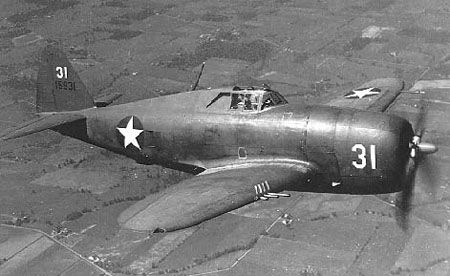
P-47B der USAAF

Schatzki nahm am Ersten Weltkrieg teil. Danach begann er ein Studium an der Technischen Hochschule Hannover. Nach dem Vordiplom wechselte er an die TH Darmstadt. 1923 legte er die Diplomprüfung im Fach Maschinenbau ab. In seiner Darmstädter Zeit gehörte er zu den Gründungsmitgliedern der Akaflieg Darmstadt. Ab 1924 arbeitete Schatzki zunächst bei Junkers und wechselte 1926 als Flugzeugführer und Testpilot zur gerade gegründeten Luft Hansa. Mit dem Aufstieg zum technischen Direktor 1929 prägte er die Flugzeugentwicklung beim Luftfahrtunternehmen, so ist die Weiterentwicklung des einmotorigen Frachtflugzeugs Junkers Ju 52/1m zum dreimotorigen Verkehrsflieger Junkers Ju 52/3m hauptsächlich sein Verdienst. Im Jahr 1929 wurde Schatzki an der Technischen Hochschule Berlin promoviert. Der Titel seiner Dissertation lautete Motorschonung durch Drosselung.

### Exil
Bald nach der Machtübergabe an die Nationalsozialisten am 30. Januar 1933 beurlaubte die Lufthansa Schatzki wegen dessen jüdischen Herkunft. Im Mai 1933 reiste er im Auftrag der Swissair in die USA, um die Entwicklungen im Flugzeugbau zu verfolgen und den Ankauf von Maschinen zu ermöglichen. Während des einjährigen Aufenthalts war er in ähnlicher Weise auch für das Reichsluftfahrtministerium tätig. Drei über die Lufthansa zu Studienzwecken erworbene Flugzeuge von Boeing nahm Schatzki technisch ab.
Die Hoffnung auf eine Beschäftigung in der US-amerikanischen Luftfahrt zerschlug sich und so übernahm Schatzki im Mai 1934 den Posten des Chefkonstrukteurs bei den Fokker Flugzeugwerken in Amsterdam. Dafür verließ er mit seiner Familie Berlin. Nach der Zeit bei Fokker, dort u. a. verantwortlich für das Design der D.XXI, heuerte er bei Frederick Koolhoven an.
Als die Niederlande 1940 von den Deutschen erobert wurden, beschäftigte er sich mit Maschinen der Tabakindustrie. Der Lufthansa-Direktor Carl August von Gablenz besuchte Schatzki und warnte ihn vor der akuten Gefahr durch die Judenverfolgung. Mit seiner Familie floh Schatzki im Juni 1941 über Frankreich und Spanien in die Vereinigten Staaten. Dort fand er eine Anstellung bei der Republic Aviation Company und arbeitete an der Republic P-47 mit. Neben seiner Tätigkeit in der Luftfahrtindustrie bekleidete er nach dem Zweiten Weltkrieg verschiedene Lehrstühle an US-amerikanischen Universitäten. Auch seine Brüder überlebten durch Emigration den Holocaust.
In den Jahren 1949 sowie 1958 bis 1962 arbeitete er für die israelische Luftwaffe, ab 1970 war er bei El Al tätig. Später kehrte er in die USA zurück.

## Ehrung
Auf dem Lufthansa-Gelände in Hamburg-Fuhlsbüttel erinnert seit September 1996 der „Erich-Schatzki-Weg“ an ihn. 2011 reiste sein Sohn aus den USA an, sah sich die nach seinem Vater benannte Straße an und führte Gespräche mit leitenden Lufthansa-Beschäftigten.

## Filmdokumentationen
- Christoph Weber: Fliegen heißt Siegen – Die verdrängte Geschichte der Deutschen Lufthansa, 50 Min., D, WDR-ARTE, 2010